# Померти в зусиллях (Дискавері)

## Про епізод
Померти в зусиллях (Die Trying) — тридцять четвертий епізод американського телевізійного серіалу «Зоряний шлях: Дискавері» та п'ятий в третьому сезоні. Епізод був написаний Майєю Врвілло, а режисував Кірстен Бейєр. Перший показ відбувся 12 листопада 2020 року. Українською мовою озвучено студією «ДніпроФільм».

## Зміст
Використовуючи спогади Сенни, Адіра веде «Дискавері» до штабу Зоряного флоту. Майкл сподівається там дізнатися про свою матір. Штаб-квартира розташована в захисному полі, яке підтримується усіми кораблями, що знаходяться в радіусі його дії. Весь екіпаж захоплено розгядає новітні кораблі Флоту — серед них «Вояджер» 11-го покоління. Бернем з Сару та Адірою телепортуються на корабель Флоту.
Головнокомандувач Зоряного флоту Чарльз Венс пояснює — через неможливість швидкого пересування із більшістю планет Федерації зберігається статус-кво — зокрема й з рідною планетою Сару Камінаром. Під час знайомства група з «Дискавері» дізнається — Федерації доводиться мати справу із якимось (чи якоюсь) Осайрою та Смарагдовим ланцюгом. Венс просить Бернем, Сару та Адіру направитись на базу, де Тал забирають для медичного обстеження. Федерація має проблеми з біженцями раси кілі — у них відбувається неправильне згортання білків на рівні пріонів.
У Федерації лишилося 38 світів з 350 у час розквіту. До екіпажу «Дискавері» ставляться підозріло — згідно з даними Федерації вони загинули 2258 року — і жодної згадки про споровий двигун. І згідно з правилами новітньої Федерації їхня подорож й присутність в майбутньому — це злочин. Венс інформує Сару та Бернем, що екіпаж буде допитаний та перепризначений під час вивчення і вдосконалення їх корабля, на що Сару погоджується, сподіваючись заслужити довіру Зоряного флоту. Під час доповіді Сару і Бернем дошкуляє голографічний лікар — він веде себе м'яко кажучи дивно.
Екіпаж «Дискавері» опитується психологами Зоряного флоту — і запитання ставляться не найкращим чином. Розуміючи, що Зоряний флот має справу з кризою здоров'я, яку можна вирішити за допомогою архіву насіння на борту корабля USS «Тихов» (до якого сучасній Федерації летіти 5 місяців), Бернем отримує дозвіл від Венса летіти туди екіпажем «Дискавері» зі споровим двигуном і забрати насіння. При цьому Сару лишається в штаб-квартирі як заручник. При допиті імператорка кліпанням виводить з ладу голограми і бесідує з їх створювачем Ковічем. З'ясовується — кілі зупинялися на нині пустуючій планеті Вурна, де раніше відбувалося добування рідкісних елементів і рослинний й тваринний світ мутував.
Майкл керує «Дискавері» і віддає наказ здійснити стрибок. У вказаних координатах вони не знаходять «Тихова» — його виявляють в хмарі йонної бурі і хочуть витягнути. Детмер і Брюс майстерно фіксують і підтягують «Тихова». Останніми з охоронців «Тихова» були громадяни Барзану — батьківщини Нган. При розмові з Ковічем імператорка дізнається — тут вона остання терранка а за останні 500 років із паралельного всесвіту ніхто не прилітав. Нан дізнається — мешканці «Тихова» загинули, за винятком чоловіка, який отримав смертельну травму. Під час сутички з ніби голограмованим Аттісом Майкл промовляє правильний код доступу до свідомості — «Нам потрібна ваша допомога». Від Аттіса Майкл дізнається — «Тихов» зазнав бета-шторму і у нього розсинхронізація. Тіло Аттіса перебуває в перехідному стані після коронального викиду маси найближчої зірки 6 тижнів тому. Для синхронізації Аттіса «Дискавері» влаштовує перебої електропостачання на «Тихові». При розмові з Аттісом Майкл пробивається до його підсвідомості; він повертається до реальності й вводить голосовий код. Аттіс відмовляється переміститися до медлабу «Дискавері» й приймає ірраціональне рішення — залишитися з родиною. Нан вирішує залишитися на «Тихові», щоб чоловік та його сім'я отримали належне поховання.
«Дискавері» повертається до Зоряного Флоту з насінням, і синтезується протиотрута для кілів. Венс погоджується, що екіпаж «Дискавері» може залишитися разом, але вони повинні йому підкорятися. Сару проводить паралель між художником Джотто і «Дискавері» — вони є тим закінченням темних віків Федерації.
На астероїді дощило офіцерами Зоряного флоту
Системна криза і є командою

## Сприйняття та відгуки
Станом на липень 2021 року на сайті «IMDb» серія отримала 7.3 бала підтримки з можливих 10 при 2660 голосах користувачів.
Оглядач Скотт Колура для «IGN» писав так: «Все виглядає чудово, як завжди, але за годину було б можливим використати більше взаємодії персонажів та емоцій, щоб справді зосередити вирішення таємниці Спалу. Сподіваюся, що наступної серії поясниться складність нового світу, де Бернем й екіпаж прибули, і знайде способи дзеркально відобразити наш світ по дорозі, як в кращих традиціях „Зоряного шляху“.»
В огляді для «Den of Geek» Кейті Барт відзначала: «„Померти в зусиллях“ дає зрозуміти, що екіпаж дійсно шукав: домівку. Ось що Зоряний флот був для них усіх в минулому: місце належності та призначення, де ніхто не залишається самотнім. Це не та Федерація, яку вони залишили майже тисячоліття тому, і звикання займе деякий час й трохи діятиме на нерви, перш ніж почуття приналежності проникне їм у єство. Поки що їм доведеться задовольнятися почуттям виконаної мети і цього буде достатньо. У третьому сезоні „Зоряних шляхів: Дискавері“ виявлення Федерації не вирішує всього, але це початок, і я із задоволенням та очікуванням несподіванки спийму цей сподіваний початок».
Оглядач Зак Гендлен для «The A.V. Club» зазначав так: «Концептуально це не погана динаміка. Було б абсолютно однаково, якби „Дискавері“ прибув до місця призначення і все пішло б так, як планувалося. Але те, як серіал демонструє цю напругу, є дивним, і я не можу точно визначити, в чому тут намір.»
Скотт Сноуден в огляді для «Space.com» відзначив так: «Це, мабуть, найслабший епізод третього сезону на сьогоднішній день, і він демонструє сильне тяжіння сценаристів „Дискавері“ до канонів. Було б вигідно, якби зразу не надали можливість Бернем пригадати „Тихова“, коли він опинився у кризі. Можливо, деякий час можна було б вилучити від затяжного прощання Нан і замість цього — * а) нехай усі шукають будь-який із кількох кораблів-носіїв, причому кілька з них були знищені під час „Спалу“, поки не знайдуть один вцілілий;
- б) отримайте більше задоволення від сцени перехресного допиту і, нарешті
- в) треба більше від характеру Кроненберга, оскільки він був надзвичайно недостатньо використаний, тому ми щиро сподіваємось, що Ковіч відіграє значно більшу роль у майбутніх епізодах. Збіг розуму між його персонажем і дратівливо самовдоволеною Джорджі можна було легко продати як подію з оплатою за перегляд».[4]

## Знімались
| Актор               | Роль                |
| ------------------- | ------------------- |
| Сонеква Мартін-Грін | Майкл Бернем        |
| Даг Джонс           | Сару                |
| Ентоні Репп         | Пол Стамец          |
| Мері Вайзман        | Сільвія Тіллі       |
| Вілсон Круз         | Гаг Калбер          |
| Рейчел Анчеріл      | Нган                |
| Мішель Єо           | Філіппа Джорджі     |
| Одед Фер            | адмірал Чарльз Венс |
| Блу дель Барріо     | Адіра               |
| Девід Кроненберг    | Ковіч               |
| Тіг Нотаро          | Джетт Рено          |
| Емілі Коутс         | Кейла Делмер        |
| Патрік Квок-Чун     | Ріс                 |
| Ойїн Оладейо        | Джоан Овосекун      |
| Ронні Роу           | лейтенант Брюс      |
| Сара Мітіч          | лейтенантка Нільсон |
| Брендан Бейзер      | Елі                 |
| Джейк Епштейн       | Аттіс               |